# Новониколаевский ландшафтный заказник
Новониколаевский ландшафтный заказник — ландшафтный заказник местного значения. Расположен в Лиманском районе Одесской области Украины, вблизи села Новониколаевка. Площадь 315,0 га. Расположен на территории птицесовхоза «Новониколаевский» (современное название — ООО «Хозяин») на правом берегу реки Балай, между заказником Петровский и селом Новониколаевка. Представляет собой искусственные лесные насаждения из акации белой, скумпии, сосны крымской. На территории заказника встречаются виды, занесенные в Красную книгу Украины и Красный список Одесской области.